# Дезертин (Алье)
Дезерти́н (фр. Désertines) — коммуна во Франции, находится в регионе Овернь. Департамент коммуны — Алье. Входит в состав кантона Восточный Монлюсон. Округ коммуны — Монлюсон.
Код INSEE коммуны — 03098.

## Население
Население коммуны на 2008 год составляло 4441 человек.
| 1962 | 1968 | 1975 | 1982 | 1990 | 1999 | 2008 |
| ---- | ---- | ---- | ---- | ---- | ---- | ---- |
| 4331 | 4697 | 4593 | 4912 | 4961 | 4646 | 4441 |

## Экономика
В 2007 году среди 2694 человек в трудоспособном возрасте (15—64 лет) 1937 были экономически активными, 757 — неактивными (показатель активности — 71,9 %, в 1999 году было 68,8 %). Из 1937 активных работали 1755 человек (918 мужчин и 837 женщин), безработных было 182 (78 мужчин и 104 женщины). Среди 757 неактивных 195 человек были учащимися или студентами, 339 — пенсионерами, 223 были неактивными по другим причинам.